# Wijken en buurten in Veendam
De Nederlandse gemeente Veendam is voor statistische doeleinden onderverdeeld in wijken en buurten. De gemeente is verdeeld in de volgende statistische wijken:
- Wijk 00 Veendam-kern (CBS-wijkcode:004700)
- Wijk 01 Veendam-buitengebied (CBS-wijkcode:004701)
- Wijk 02 Wildervank (CBS-wijkcode:004702)

Een statistische wijk kan bestaan uit meerdere buurten. Onderstaande tabel geeft de buurtindeling met kentallen volgens het Centraal Bureau voor de Statistiek (2008):
| CBS-buurtcode | Buurtnaam                      | Inwonertal | Opp. totaal (ha) | Opp. land (ha) | Ligging                |
| ------------- | ------------------------------ | ---------- | ---------------- | -------------- | ---------------------- |
| BU00470000    | Veendam-Centrum                | 2730       | 143              | 137            | Locatie in de gemeente |
| BU00470001    | Veendam-Oude Ae                | 3560       | 139              | 136            | Locatie in de gemeente |
| BU00470002    | Veendam-Middenweg en omgeving  | 880        | 164              | 160            | Locatie in de gemeente |
| BU00470003    | Veendam en omgeving station    | 1700       | 68               | 66             | Locatie in de gemeente |
| BU00470004    | Veendam-Zuid                   | 1040       | 42               | 41             | Locatie in de gemeente |
| BU00470005    | Veendam-Sorghvliet             | 8250       | 241              | 234            | Locatie in de gemeente |
| BU00470006    | Veendam-industriegebied        | 90         | 292              | 264            | Locatie in de gemeente |
| BU00470007    | Buitenwoel                     | 2070       | 218              | 215            | Locatie in de gemeente |
| BU00470100    | Borgercompagnie (gedeeltelijk) | 440        | 570              | 565            | Locatie in de gemeente |
| BU00470101    | Ommelanderwijk                 | 1130       | 297              | 296            | Locatie in de gemeente |
| BU00470102    | Zuidwending                    | 420        | 179              | 178            | Locatie in de gemeente |
| BU00470109    | Verspreide huizen              | 200        | 2708             | 2644           | Locatie in de gemeente |
| BU00470200    | Wildervank                     | 2750       | 325              | 309            | Locatie in de gemeente |
| BU00470201    | Boven-Wildervank               | 1380       | 434              | 429            | Locatie in de gemeente |
| BU00470202    | Bareveld                       | 350        | 89               | 78             | Locatie in de gemeente |
| BU00470203    | Wildervanksterdallen           | 70         | 110              | 109            | Locatie in de gemeente |
| BU00470209    | Verspreide huizen              | 980        | 1853             | 1751           | Locatie in de gemeente |